# Assela
Assela ou Asla est une commune de la wilaya de Naâma en Algérie.
Elle couvre une superficie de 2 071,25 km2 et compte fin 2008 une population de 9 879 habitants.